# NOLQ-2
NOLQ-2は、海上自衛隊の電波探知妨害装置。電子戦支援と電子攻撃の機能を兼ね備え、イージス艦に搭載された。メーカーは三菱電機。

## NOLQ-X
護衛艦用の国産電子戦装置は、まず日本電気を製作者としたDD向けの電波探知装置（ESM）の開発・配備が先行したが、後には三菱電機を製作者としてDDG・DDH向けに妨害（ECM）機能も備えた電波探知妨害装置も開発され、昭和48年度計画艦より、NOLQ-1として装備化された。一方、技術研究本部第4室は昭和50年度より水上艦用電波探知妨害装置（水電妨、NOLQ-X）の開発に着手していた。これは対艦ミサイル防御（ASMD）に対応した次世代の電子戦装置と位置付けられており、脅威電波の瞬時探知、そして大型艦艇の大きいレーダー反射断面積（RCS）に見合った大妨害電力の放射と多目標対処能力が主要課題となった。
このうち、受信装置は日本電気の担当となった。当時、同社はNOLR-6電波探知装置を製造していたが、同機では遠距離探知を重視して手動による探知・計測を主体とした高感度受信能力に開発努力を傾注していたのに対し、ASMDを主眼とする水電妨ではむしろ高速性が重視されることから、瞬時周波数計測 (IFM) 技術とマルチビーム・モノパルス方探技術の開発に重点を置いた。特にIFM技術は、当時世界的に発展途上だったために部品レベルからの独自開発が求められた。一方、妨害装置は三菱電機の担当となり、多目標対処能力を実現する広帯域レンズアンテナ方式を検討した結果、ロットマンレンズ移相器と進行波管（TWT）増幅器を用いたアクティブ・フェーズドアレイ・アンテナが採択された。ただしこのロットマンレンズ移相器の伝送損失が大きく、その低減のために開発努力が傾注された。
昭和52・53年度の部分試作、昭和54・55年度の本試作を経て、昭和56年度から58年度にかけて「ゆきかぜ」において技術・実用試験が行われ、同年度で開発を完了した。しかし水電妨（NOLQ-X）は受信装置だけでも5架構成と、護衛艦に装備するには非常に大掛かりなシステムであった。また10年におよぶ開発期間のために技術的に陳腐化した部分も多かったことから、そのまま装備化するのではなく、その技術的成果を採用することとなった。

## NOLQ-2
このような経緯を踏まえて、水電妨（NOLQ-X）を元にした電波探知妨害装置として開発されたのがNOLQ-2であった。これは水電妨の技術的成果を採用しつつ、下記のような変更を行ったものであった。
要求の変更
艦隊防御主体から対象をミサイルおよびミサイル・プラットフォームとし、ECMの要求能力も下方修正とした。一方、ハイダイブしてくるミサイルに対処するため、高仰角系目標対処が追加された。
大幅な小型化
重量ベースで約半分となった。この一環として、開発品では電子計算機としてAN/UYK-20を使用していたのに対し、NOLQ-2ではマイクロプロセッサによる分散コンピューティングが導入された。ただしこの方式に伴うインターフェース制御等の開発には苦労が伴い、この要因による不具合も多発した。
NOLQ-2はこんごう型（63DDG）より装備化されており、増大する経空脅威に対して同時多目標対処能力を向上し、イージスシステムのC&D機能との連接の円滑化やMk 36 SRBOCとの連接を確立したほか、電波妨害弾（EJ弾）の制御機能を付加するなどの改造が加えられた。続くあたご型（14DDG）でも、一回り小型化するなどした改正型であるNOLQ-2Bが搭載されており、63DDGではECMアンテナが衛星通信アンテナと正対したときに衛星通信アンテナが焼損する恐れがあったのに対して、14DDGではこのような干渉を回避するため、アンテナ配置を変更した。またまや型（27DDG）でも同系列のNOLQ-2Cが搭載されたが、これは妨害機能を削除した電波探知装置となった。

### 搭載艦
- こんごう型護衛艦（63〜05DDG） - NOLQ-2
- あたご型護衛艦（14/15DDG） - NOLQ-2B
- まや型護衛艦（27/28DDG） - NOLQ-2C